# 나파피리
나파피리(핀란드어: Napapijri)는 1987년 이탈리아 아오스타에서 설립된 프리미엄 라이프스타일 의류 브랜드이다. 처음엔 군용 야전 텐트에서 차용한 왁스가 코팅된 면 캔버스로 여행가방을 만들어 인지도를 얻었다. 나파피리의 첫 번째 제품인 베링백(Bering Bag)은 나파피리의 독특한 브랜드 요소인 선명한 색상, 대담한 로고, 노르웨이 국기 등을 선보이며 브랜드의 극지 탐험과의 연관성을 상징했다. 나파피리라는 이름은 북극권을 뜻하는 핀란드어인 "napapiiri"에서 유래되었다.

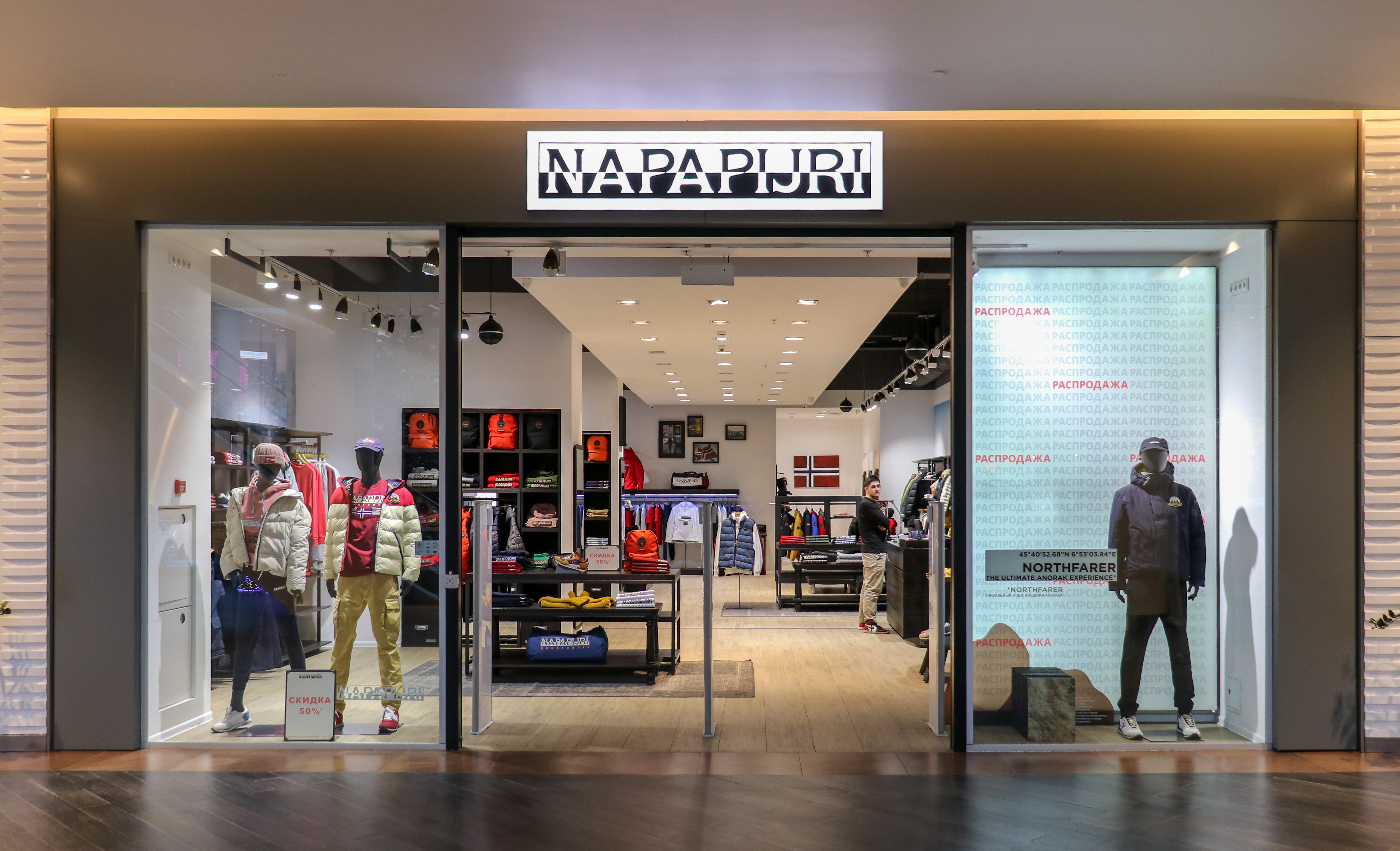
러시아 모스크바의 한 쇼핑 센터에 있는 나파피리 매장